# Войнишки паметник (Калище)
Войнишкият паметник в село Калище, област Перник е издигнат в памет на загиналите в Балканската, Междусъюзническата, Първата и Втората световни войни.
Изграден е от бигор, с височина 3,30 m, ширина 1 m и дебелина 0,80 m. Направен е от Симион Минев, каменоделец от селото. Открит е на 29 ноември 1925 г.

## Списък на загиналите
На паметника е изписано „С нами Бог в чест и памет на падналите герои 1912 – 1918 г.“ и имената на загиналите във войните.
- Александър Ризов
- Харалампи Митов
- Анани Д. Спасов
- Стоимен Николов
- Петър Иванов
- Милан Митов
- Неделко Лазов
- Никола Спасов
- Тодор Андонов
- Ненко Христов
- Стоянчо Павлов
- Стоянчо Алексов
- Васил Стоилков
- Владимир Георгиев
- Стоимен Христов
- Глигор М. Карпуски
- Христо М. Карпуски
- Стоимен Атанасов
- Костадин Димитров
- Стефан Михалков
- Никола Георгиев
- Станимир А. Канин
- Георги Б. Павлов